# Inter-App-Audio

Audioblockschaltung

Inter-App-Audio (IAA) ist eine von Apple entwickelte Technologie, die dazu dient, Audio- und MIDI-Signale zwischen verschiedenen Apps in auf iOS basierenden Geräten zu übertragen. Die Funktion wurde im Rahmen der WWDC im Jahr 2013 vorgestellt und mit iOS 7 eingeführt.

## Möglichkeiten
Inter-App-Audio basiert auf Plug-ins. Das bedeutet, dass die Haupt-App (genannt Host) eine Verbindung mit der Node-Applikation initiieren kann. Darauf kann das Haupt-App MIDI senden, Audio-Signale annehmen und senden, die Information über die Zeit senden, und auch die Signale der Leitung von Plug-in-Apps annehmen.

## Plug-in-Apps
Die Plug-in-Apps können folgende Typen sein:
- Musikinstrumente (können Audio-Signale annehmen und senden)
- Tongeneratoren (können Audio-Signale senden)
- Audio-Effektgeräte (können Audio-Signale annehmen, bearbeiten und sie dann wieder zurück an die Host-App senden).

## Begrenzungen
Zurzeit ist die Übertragung der Audiosignale nur mit der Frequenz 44.100 Hz möglich.

## Konkurrierende Technologien
- Audiobus
- Audio Unit
- Ableton Link